# Špičatý vrch – Barrandovy jámy
Špičatý vrch – Barrandovy jámy je přírodní památka jižně od Loděnice v okrese Beroun ve Středočeském kraji. Předmětem ochrany jsou naleziště prvohorních zkamenělin z období siluru. Přírodní památka je součástí národního geoparku Barrandien a chráněné krajinné oblasti Český kras.

## Historie
V 19. století se úpatí Špičatého vrchu stalo významným nalezištěm zkamenělin. Jámy byly oblíbenou paleontologickou lokalitou francouzského vědce Joachima Barranda a jeho žáků (Bedřich Bouček, Ferdinand Prantl, J. Vaněk, R. Hrozný a Jiří Kříž ad.).[zdroj⁠?!] Ti zde našli mnoho vzorků jako např. trilobity Aulacopleura konincki, Miraspis mira či kulovitou řasu Ischadites, podle nichž byly pojmenovány místní břidlice a vápence.

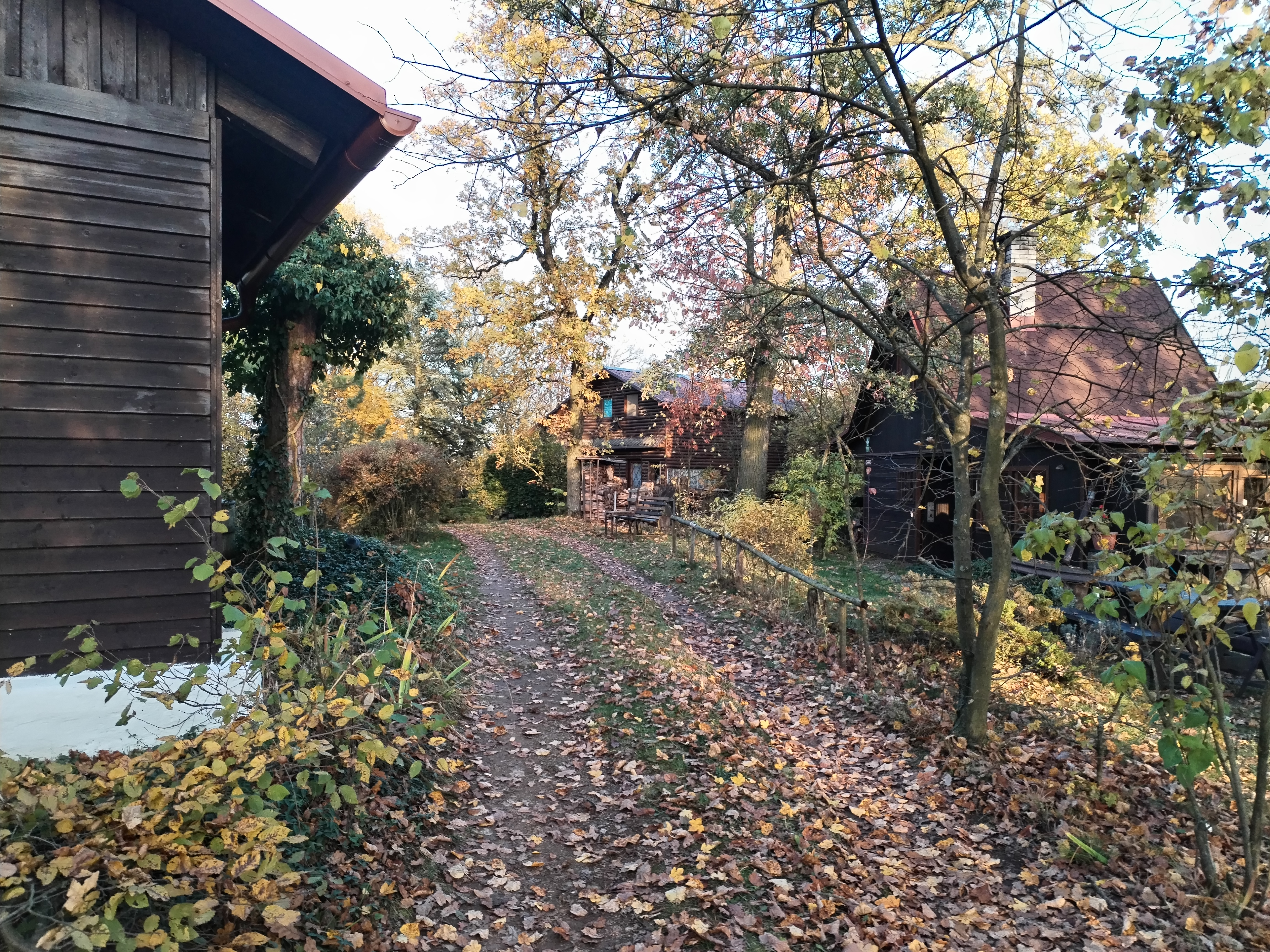
Rekreační chatová zástavba u východního okraje území

V polovině 20. století zde začala výstavba rekreačních chat. Pro zachování významné paleontologické lokality byla oblast dne 3. srpna 1970 vyhlášena chráněným nalezištěm.

## Přírodní poměry
Přírodní památka s rozlohou 2,8 hektaru se rozprostírá na jihozápadní straně kopce Špičatý vrch v Karlštejnské vrchovině, jehož vrchol (414 metrů) leží na východní hranici evidovaného území. Jedná se o svah ohraničený ze tří stran silniční zatáčkou mezi Loděnicí a Bubovicemi – konkrétně na západní, jižní a částečně severní straně, a vrcholem s chatovou zástavbou na straně východní. Samotná chatová zástavba volně zasahuje do areálu chráněného území. Přírodní památka se nachází na okraji chráněné krajinné oblasti Český kras, v katastrálním území obce Loděnice v okrese Beroun.

### Geologie
Četné nálezy zkamenělin z období siluru naznačují, že se tato lokalita, podobně jako celý geologický areál Barrandienu, nacházela v období siluru na dně mělkého moře. žíly černého bazaltu a dalších vulkanických hornin svědčí o vulkanické činnosti. Nepřeměněná svrchní vrstva plagioklasů poukazuje na to, že zde ve vrcholném období silurského vulkanismu (před 423 miliony let) dosáhla akumulace sopečných hornin nad mořskou hladinu a vytvořila ostrov. Dnešní podoba oblasti vznikla během variského vrásnění na přelomu devonu a karbonu, tedy před 350 až 300 miliony lety.

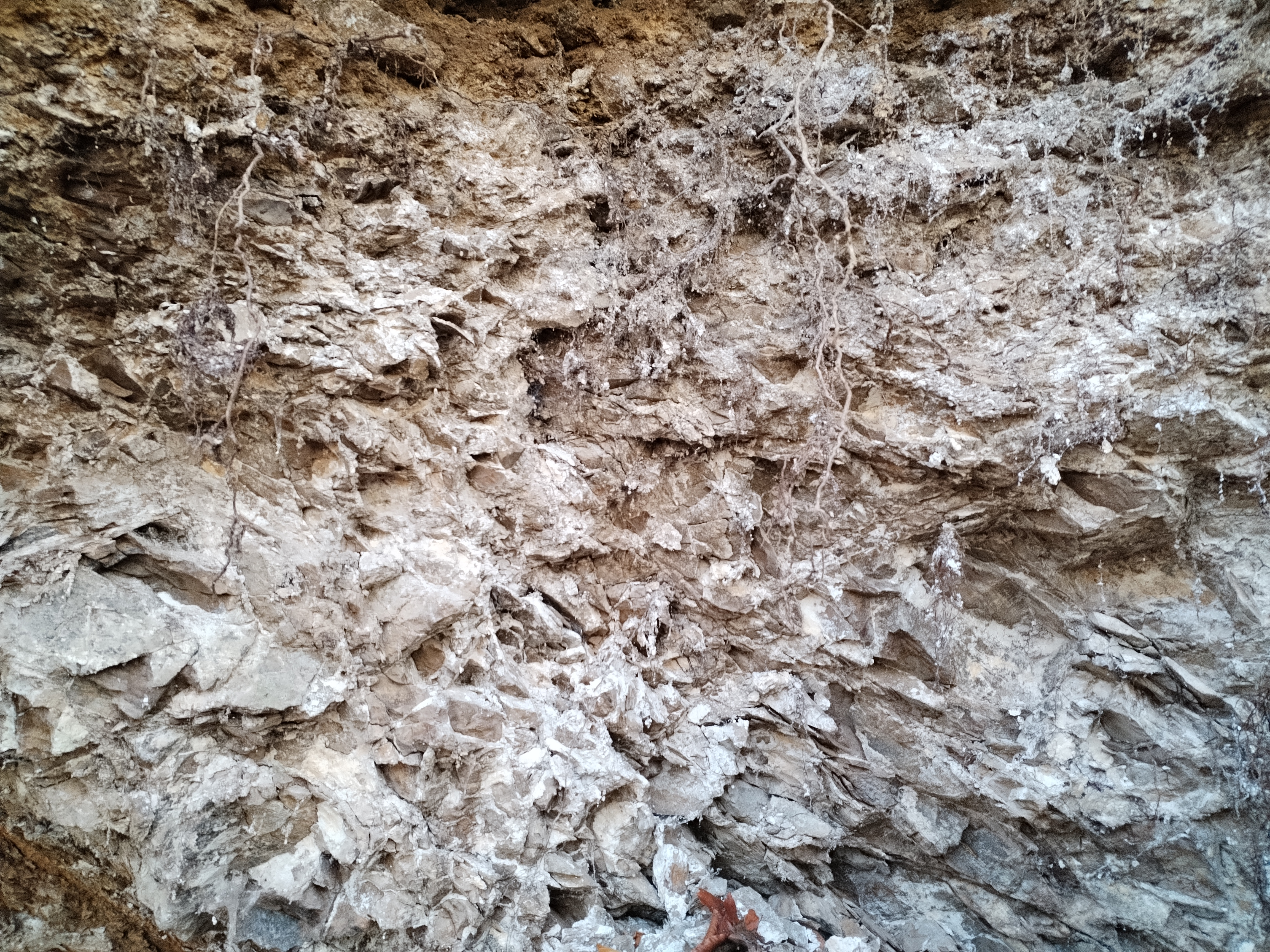
Aulakopleurové břidlice viditelné v odkryvu sběratelských jam

Oblast Špičatého vrchu se nachází v nejvyšší části silurského liteňského souvrství v tzv. motolských vrstvách (wenlock) a nejspodnější části kopaninského souvrství (ludlow). Od jihozápadu k severu prochází tachlovický tektonický přesmyk, který umožnil nasunutí vrstev různého stáří přes sebe. Aulakopleurové břidlice (svrchní wenlock), pojmenované podle trilobita Aulacopleura konincki, se vyskytují v severozápadní části přírodní památky – v zářezu silnice a v místech sběratelských jam. Tyto břidlice se vyznačují hnědým zbarvením s obsahem světlejších tufitů a tmavých vápenců. Jsou nasunuty na mladší silurské vápence (ludlow). Na západním okraji území se aulakopleurové břidlice setkávají s wenlockými bazaltovými tufy, tufitickými břidlicemi, miraspisovými vápenci (pojmenovanými podle trilobita Miraspis mira) a bazaltovými žilami.
V zatáčce silnice směrem na východ je odkryta žíla černého bazaltu obsahující fenokrystaly olivínů a stopy nepřeměněných živců. Výskyt vulkanických hornin v této lokalitě není náhodný, ale je důsledkem činnosti svatojanského vulkanického centra, které se táhne podél tachlovického tektonického zlomu.
Kromě zmíněných trilobitů lze v místních vápenitých horninách hojně nalézt fosílie prvohorních ramenonožců, lilijic, mechovek, mořských hub, graptolitů, gastropodů, řas, zástupců loděnkovitých a dalších druhů trilobitů.  V roce 2018 zde byla popsána ''Cooksonia barrandei'' – nejstarší dosud nalezená zkamenělina suchozemské makroflóry.

### Geomorfologie
Přírodní památka je součástí geomorfologického celku Hořovická pahorkatina, podcelku Karlštejnská vrchovina a okrsku Bubovická vrchovina. Pro tuto oblast je typické obsáhlé zastoupení sedimentárních hornin paleozoického stáří a karbonátové povahy (vápence). Ke zformování regionu došlo během hercynského (variského) vrásnění před 350–300 miliony lety a erozní procesy s charakterem horotvorného materiálu způsobily, že oblast má dnes maximální nadmořskou výšku do 450 metrů a typologicky odpovídá členité pahorkatině až ploché vrchovině.

### Půdy
Půdní typ tvoří převážně rendziny na vápencovém půdotvorném substrátu a částečně pararendziny na vápenito-břidlicovém půdotvorném substrátu. Půda je díky vlastnostem matečné horniny silně skeletovitá. Na území přírodní památky neprobíhá žádná zemědělská činnost.

### Podnebí
Území se nachází v regionu mírně teplé oblasti MT11, která představuje nejteplejší a nejsušší podoblast. Průměrný roční úhrn srážek činí 550–600 mm a průměrná roční teplota vzduchu se pohybuje mezi 8–9 °C.

### Flora

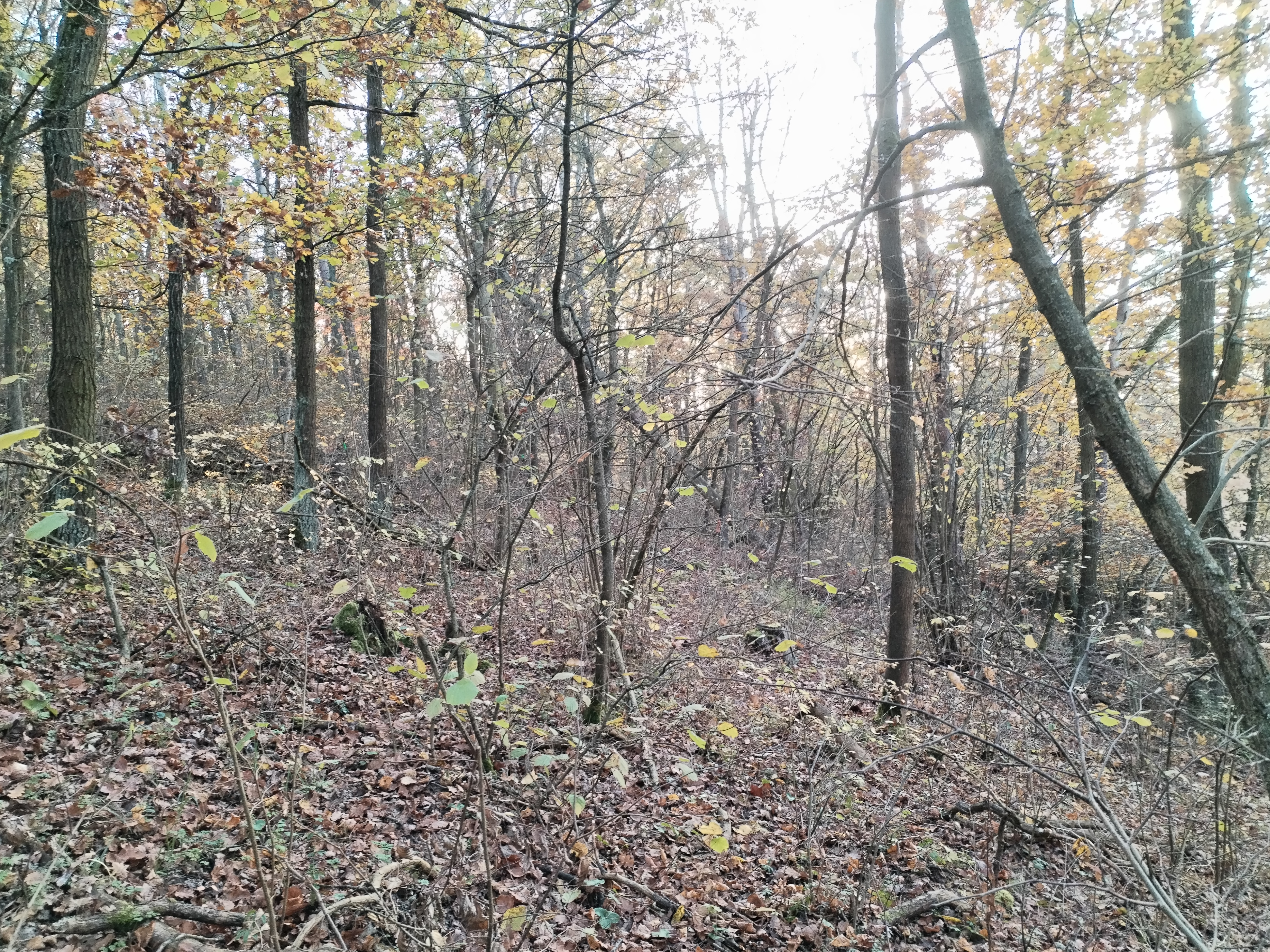
Největší část území zaujímá biotop hercynských dubohabřin a biotop perialpidských bazifilních teplomilných doubrav.

Areál Špičatý vrch – Barrandovy jámy je pokryt smíšeným lesním porostem, tvořeným převážně borovicí černou (Pinus nigra) a borovicí lesní (Pinus sylvestris), které byly vysazeny uměle. Z původních listnatých stromů zde můžeme najít dub zimní (Quercus petraea), jeřáb muk (Sorbus aria) a jeřáb obecný (Sorbus aucuparia), javor babyka (Acer campestre), bříza bělokorá (Betula pendula) a habr obecný (Carpinus betulus). Mezi keři se vyskytuje líska obecná (Corylus avellana), růže šípková (Rosa canina), hlohy (Crataegus), svída krvavá (Cornus sanguinea) a zimolez obecný (Lonicera xylosteum). 
Bylinné patro zahrnuje běžné druhy, jako jsou pryšec chvojka (Euphorbia cyparissias), válečka prapořitá (Brachypodium pinnatum), rozchodníkovec velký (Hylotelephium maximum), zvonek broskvolistý (Campanula persicifolia) či divizna velkokvětá (Verbascum densiflorum). Dále se zde objevují hrachor jarní (Lathyrus vernus), jaterník podléška (Hepatica nobilis), černýš hajní (Melampyrum nemorosum), vratič chocholičnatý (Tanacetum corymbosum), jetel horský (Trifolium montanum), prorostlík srpovitý (Bupleurum falcatum) a netýkavka malokvětá (Impatiens parviflora). 
Travinná vegetace je pestrá díky maloplošným zbytkům suchých trávníků, v nichž roste devaterník velkokvětý (Helianthemum grandiflorum), strdivka sedmihradská (Melica transsilvanica), chrpa latnatá (Centaurea stoebe), ožanka kalamandra (Teucrium chamaedrys), oman hnidák (Inula conyzae), bělozářka větevnatá (Anthericum ramosum), hlaváč žlutavý (Scabiosa ochroleuca), šalvěj luční (Salvia pratensis) a ovsík vyvýšený (Arrhenatherum elatius). Pro vápenitou suť v okolí sběratelských jam je typická ožanka hroznatá (Teucrium botrys).

### Fauna
V prostoru přírodní památky dosud nebyl proveden podrobný zoologický průzkum. Z bezobratlých je známý pouze inventář místních mlžů, mezi něž patří skleněnka průsvitná (Vitrina pellucida), boděnka malinká (Punctum pygmaeum), keřnatka vrásčitá (Euomphalia strigella), údolníček drobný (Vallonia pulchella), drobnička válcovitá (Truncatellina cylindrica), žitovka obilná (Granaria frumentum), bezočka šídlovitá (Cecilioides acicula), papáskovka žíhaná (Caucasotachea vindobonensis) a páskovka keřová (Cepaea hortensis).
Ptačí populace je zde zastoupena druhy jako sýkora koňadra (Parus major), sýkora modřinka (Cyanistes caeruleus), mlynařík dlouhoocasý (Aegithalos caudatus), brhlík lesní (Sitta europaea) a další. Ze savců tuto lokalitu obývají jezevec lesní (Meles meles) a liška obecná (Vulpes vulpes).

## Ochrana přírody
Péči o území zajišťuje správa CHKO Český kras a AOPK ČR – regionální pracoviště Střední Čechy. Hlavním důvodem ochrany je bohaté naleziště silurských zkamenělin ve zdejších vápenitých břidlicích, které mají význam pro mezinárodní geologický výzkum. Využívání přírodní památky jako pobytovou rekreaci představuje riziko pro zachování místních jam a geologických odkryvů. Další potenciální ohrožení představují nekontrolovaná těžba dřeva, občasné divoké skládky a výkopové práce, které však nejsou příliš časté. Amatérská sběratelská činnost v malém rozsahu není považována za škodlivou.
Aby se předešlo zarůstání odkryvů v zářezu silnice, je v okolí pravidelně odstraňován porost. Památka je součástí CHKO, a proto zde platí příslušné zákony o stavbě a těžbě. Plánovaný geologický a botanický průzkum oblasti dále určí charakter budoucí péče o zvláště chráněné území.

## Přístup
Přírodní památka se nachází přibližně dva a půl kilometru od vlakového nádraží v Loděnici, na svahu nad silniční zatáčkou mezi Loděnicemi a Bubovicemi s jihozápadní a západní orientací.Oblastí prochází geologická naučná stezka Českého krasu. Přístup k přírodní památce není nijak omezen, ke sběratelským lokalitám se lze dostat přímo ze silnice.